# 30226 Samuelleejackson
30226 Samuelleejackson este o planetă minoră (asteroid), cu un diametru de 2,882 km, din centura de asteroizi. A fost descoperită pe 4 aprilie 2000 la Stația Anderson Mesa de Lowell Observatory Near-Earth-Object Search. 
Obiectul prezintă o orbită caracterizată de o semiaxă mare de 2,3136536 UAi, o excentricitate de 0,18, o înclinație de 5,29168 ° în raport cu ecliptica.